# Хорішківська волость
Хорішківська волость — адміністративно-територіальна одиниця Кобеляцького повіту Полтавської губернії з центром у селі Хорішки.
Старшинами волості були:
- 1904 року Іван Михайлович Савенко[1];
- 1913 року козак Іван Сергійович Пащенко[2];
- 1915 року козак Федір Олексіович Мунько[3].